# جوزف پکارک
جوزف پکارک (انگلیسی: Josef Pekarek; ۲ ژانویهٔ ۱۹۱۳ – ۳۰ نوامبر ۱۹۹۱) بازیکن فوتبال اهل آلمان بود.
از باشگاه‌هایی که در آن بازی کرده‌است می‌توان به باشگاه فوتبال آدمیرا واکر مودلینگ اشاره کرد.
وی همچنین در تیم‌های ملی فوتبال اتریش و آلمان بازی کرده‌است.